# Dschafar al-Hadschib
Abu’l-Fadl Dschafar ibn Ali al-Hadschib (arabisch أبو الفضل جعفر بن علي الحاجب, DMG Abūʾl-Faḍl Ǧaʿfar ibn ʿAli al-Ḥāǧib; * 874 in Askar Mukram; † nach 953) war ein Sklave und Beamter der ersten Kalifen aus der Dynastie der Fatimiden. 

## Biographie
Dschafar wurde als Sklave der verborgenen Imame der Ismailiten geboren, offenbar in Askar Mukram, da er ein Milchbruder seines späteren Herren war, des von der Ismailiten-Schia erwarteten Imam al-Mahdi, der nur wenige Monate älter war. Wohl mit diesem ist er kurz nach 882 in das syrische Salamiyya gebracht wurden, wo die im Untergrund organisierte Mission der Ismailiten ihre Zentrale hatte. 
Ab 901 gehörte Dschafar dem kleinen Gefolge des Mahdi auf dessen Flucht in den Maghreb an, nachdem dessen Identität von der staatlichen Obrigkeit der Abbasiden-Kalifen aufgedeckt wurden war. Im April 905 wurde er von der Provinzhauptstadt Ägyptens al-Fustat Misr noch einmal in das unsicher gewordene Salamiyya zurückgeschickt, um dort versteckte Vermögenswerte des Mahdi zu bergen. Im Spätjahr 905 konnte er sich im libyschen Tripolis wieder dem Gefolge des Imams anschließen. Die folgenden vier Jahre verbrachte er mit diesem im Exil in Sidschilmasa und wurde hier am 26. August 909 ein Zeuge des Hervortretens des Mahdi aus der Verborgenheit. Und nachdem dieser wenige Wochen darauf in Raqqada zum ersten Kalif der Fatimidendynastie proklamiert wurde, erfolgte Dschafars Einsetzung in das Hofamt eines Kämmerers (ḥāǧib). Er lebte noch im Jahr 953 in al-Mansuriya, mittlerweile freigelassen, beim Regierungsantritt des Kalifen al-Mu’izz im Alter von achtundsiebzig Jahren. Dass er den Umzug des Kalifenhofes nach Ägypten 973 noch erlebte, erscheint unwahrscheinlich.

## Werk
Im hohen Alter diktierte Dschafar dem Chronisten Muhammad ibn Muhammad al-Yamani seine Lebensgeschichte (Sīrat Ǧaʿfar al-Ḥāǧib) und hinterließ damit der Nachwelt einen detaillierten Augenzeugenbericht betreffs der Ereignisse um die Gründung des Fatimidenkalifats. Der Chronist widmete das Werk dem Kalifen al-Aziz (975–996); es wurde unter anderem von Wladimir Ivanow und Marius Canard editiert und übersetzt.
- Wladimir Ivanow, Muhammad b. Muhammad al-Yamānī: Sīrat al-ḥājib Jaʿfar b. ʿAli wa-khurūj al-Mahdi  min Salamiyya wa-wuṣūluh ilā Sijilmāsa wa-khurūjuh minhā Raqqāda, in: Bulletin of the Faculty of Arts of the University of Egypt, Bd. 4 (1936), S. 107–133.
- Marius Canard, L’autobiographie d’un chambellan du Mahdî ʿObeidallâh le Fâṭimide, in: Hespéris, Bd. 39 (1952), S. 279–329. (archive.org)